# Albin Sundgren
Lars Albin Sundgren, född 26 juni 2001, är en svensk fotbollsspelare som spelar för BK Olympic.

## Karriär
Sundgrens moderklubb är Västra Ingelstad IS. Därefter var han en kort sejour i BK Höllviken innan han kom till Malmö FF:s akademi som 16-åring.
I december 2020 värvades Sundgren av IFK Värnamo, där han skrev på ett ettårskontrakt. Sundgren gjorde sin Superettan-debut den 10 april 2021 i en 2–0-förlust mot Landskrona BoIS. Efter säsongen 2021 lämnade Sundgren klubben.
I februari 2022 värvades Sundgren av Norrby IF, där han skrev på ett treårskontrakt. Inför säsongen 2023 blev Sundgren klar för spel i BK Olympic.